# Kurhausstraße (Bad Kissingen)
Die Kurhausstraße befindet sich in Bad Kissingen, der Großen Kreisstadt des unterfränkischen Landkreises Bad Kissingen und beherbergt mehrere Baudenkmäler des Ortes.

## Geschichte

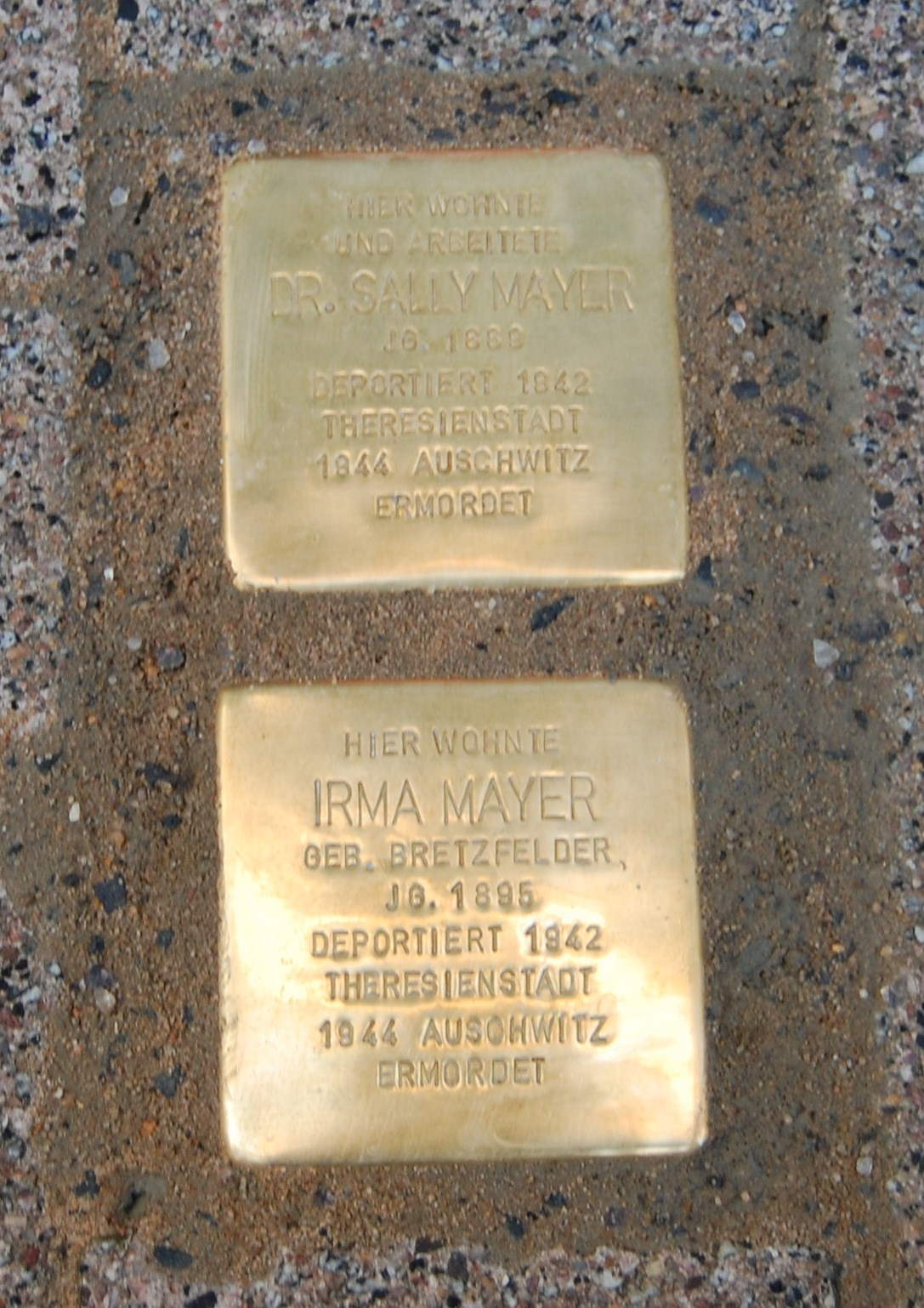
Stolpersteine für Irma und Sally Mayer

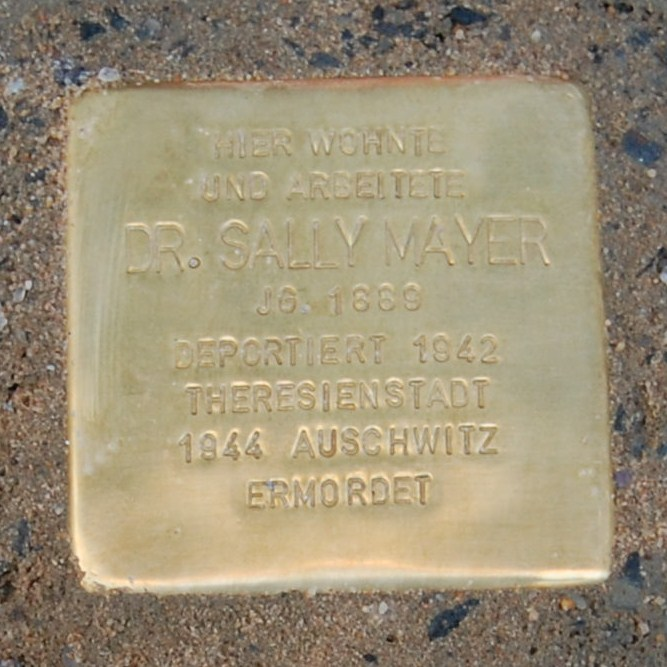
Stolperstein für Sally Mayer

Die Kurhausstraße wurde als Ausfallstraße vom ehemaligen Unteren Tor der Stadt nach Würzburg angelegt. Der Name der Straße stammt vom nahe gelegenen, von Balthasar Neumann in der heutigen Prinzregentenstraße 6 errichteten Kurhausbad. Die Kurhausstraße verläuft parallel zur Prinzregentenstraße, die nach der Kurhausstraße die zweitwichtigste Achse des Kurviertels. Während die Kurhausstraße zum Altbestand der Kissinger Typographie gehört und somit die ältere der beiden Straßen ist, entstand die Prinzregentenstraße ab etwa 1850 bis 1871.
Unter der NS-Regierung wurde die Kurhausstraße in Adolf-Hitler-Straße umbenannt. Nach Kriegsende wurde diese Benennung von der Militär-Regierung unter dem „Chef der Militär-Regierung“ Captain Merle A. Potter in Theodore-Roosevelt-Straße umbenannt. Heimatforscher Edi Hahn datiert die Umbenennung der Straße in Theodore-Roosevelt-Straße auf den 9. April 1945. Laut Kulturreferent Peter Weidisch übernahm Captain Merle A. Potter am 7. April 1945 die Macht in Bad Kissingen; als Datum für die Rücknahme der Benennung nach Adolf Hitler nennt Weidisch die konstituierende Sitzung vom 7. Juli 1945. Wie Edi Hahn weiter ausführt, wurde die Roosevelt-Straße im Jahr 1959 wieder in Kurhausstraße umbenannt, als das hier gelegene „Steigenberger Kurhaushotel“ nach einer Sanierung wiedereröffnet werden konnte.
Während der NS-Zeit wurden Sally Mayer und seine Frau Irma Mayer (Bewohner der Kurhausstraße 12) zunächst in das KZ Theresienstadt und später in das KZ Auschwitz deportiert sowie Felix Gutmann und seine Frau Erna Gutmann, geb. Haas (Bewohner der Kurhausstraße 37) in das Ghetto Izbica oder in das Ghetto Krasnystaw. Weitere Opfer des NS-Regimes wohnten in der Kurhausstraße 10.
Seitdem der nördliche Abschnitt um 1975 in eine Fußgängerzone umgewandelt wurde, wurde dieser in Am Kurgarten umbenannt. Anfang der 1990er Jahre wurde der Fußgängerzonenbereich in die heutige Kurhausstraße hinein erweitert.
| Foto | Adresse                                       | Anmerkung                                                                                         |
| ---- | --------------------------------------------- | ------------------------------------------------------------------------------------------------- |
|      | Kurhausstraße 9                               | Um 1874, ehemaliges Hotel de Russie, jetzt Kurklinik, Geburtsort von Schriftsteller Oskar Panizza |
|      | Kurhausstraße 10                              | Wohngebäude um 1830 mit Ladenzeile bzw. Bazargebäude um 1900                                      |
|      | Marinekurlazarett (Adresse: Kurhausstraße 11) | Ehemaliges Kurhotel, dann ehemaliges Kurheim Buchenhof, dann ehemaliges Marinekurlazarett, 1905   |
|      | Kurhausstraße 11a                             | Kurhotel, 1911/12                                                                                 |
|      | Kurhausstraße 16                              | Wohn- und Geschäftshaus, um 1905                                                                  |
|      | Kurhausstraße 24                              | Kurvilla (wohl um 1905) mit Nebengebäude (um 1890)                                                |
|      | Villa Hailmann (Adresse: Kurhausstraße 26)    | Ehemalige Villa Hailmann, jetzt Wasserwirtschaftsamt, mit Nebengebäude (beide 1901–03)            |
|      | Kurhausstraße 27                              | Ehemaliges Kurheim, bezeichnet „1891“                                                             |
|      | Kurhausstraße 31                              | Ehemaliges Beamtenwohnhaus der deutschen Reichsbahngesellschaft, um 1925                          |
|      | Kurhausstraße 35                              | Wohngebäude, um 1900                                                                              |
|      | Kurhausstraße 37                              | Villa Liberta, 1911/12                                                                            |
|      | Kurhausstraße 39                              | Ehemaliges Kurheim, bezeichnet „1908“                                                             |
|      | Kurhausstraße 43                              | Wohnhaus, Architekt: Franz Krampf                                                                 |